# 约阿希姆·绍尔
约阿希姆·绍尔（德語：Joachim Sauer，1949年4月19日—）是一位德国量子化学家和物理化学家，是柏林洪堡大学物理化学和理论化学全职教授。他是前德国总理安格拉·默克尔的丈夫。

## 科学事业
1967年到1972年间，绍尔曾在柏林洪堡大学学习化学，1974年获得化学博士学位。之后他继续留在洪堡大学从事研究和任教。1977年到1991年间，他离开洪堡大学，加入位于柏林的东德科学院物理化学中央研究院（Zentralinstitut für physikalische Chemie der Akademie der Wissenschaften der DDR）。他的研究在两德都获得了认可。这期间他曾在捷克布拉格的海罗夫斯基科学院断断续续工作了12个月，还在卡尔斯鲁厄大学（今卡尔斯鲁厄理工学院）工作了6个月。他在卡尔斯鲁厄大学工作时的研究组领导人，德国理论化学家莱因哈特·阿尔利希斯曾评价绍尔是全球前30位的理论化学家，仅仅比诺贝尔奖的层次略低。
两德统一后的1990年到1991年间，绍尔曾在美国圣迭戈的科技公司（BIOSYM Technologies, Inc.）担任技术副总监。1992年，绍尔回到洪堡大学。自此至1996年，他一直在洪堡大学担任量子化学系主任，同时以此身份加入了马克斯普朗克学会。1993年起，他开始在洪堡大学担任物理化学和理论化学教授。绍尔在量子化学和计算化学领域活跃，他从事的研究包括对沸石等催化剂结构和活性的深入研究，以及研究硅-29原子核和钠-23、铝-27和氧-17原子核等四极核的固态核磁共振谱。

## 个人生活
绍尔曾和一位化学家同事结婚，两人于1983年分居，1985年正式离婚，这段婚姻持续了16年。二人共同育有两个儿子。他在1981年在东柏林的中央研究院为安格拉·默克尔提供博士论文辅导时与她相识，当时两人都已结婚。默克尔的传记中提到，二人的关系曾一度引起东德情报机构史塔西的注意。1986年，默克尔获得理论化学博士学位，两人开始同居:38。1998年12月30日，绍尔与当时已经是德国基督教民主联盟领袖的安格拉·默克尔正式结为夫妻:56。

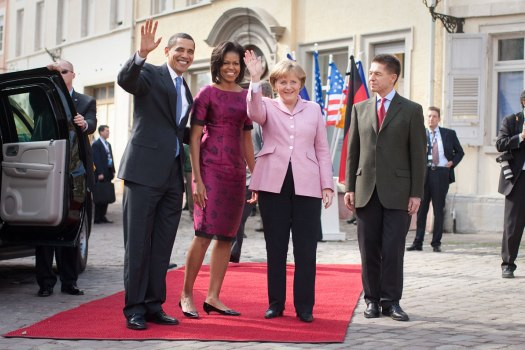
绍尔（右一）与安格拉·默克尔、贝拉克·奥巴马和米歇尔·奥巴马夫妇，照片摄于2009年奥巴马访问德国期间

由于默克尔本人的政治事业，绍尔也获得了科学研究之外更多的公众关注，然而他本人并不喜欢甚至会反感这些额外的关注。绍尔不愿以“第一先生”的身份进入公众视野，曾经表示“完全不参与默克尔的政治工作”，也几乎从不公开发表观点。他唯一一次参与公共事务是在2001年向柏林当局投诉住所附近的噪音问题。公众对绍尔本人的爱好也几乎一无所知，仅知道他本人喜爱瓦格纳的歌剧。2005年，绍尔与默克尔共同出席拜罗伊特音乐节。在歌剧音乐节现场，他甚至对媒体表示“我不会对你的麦克风说任何一句话”。德国媒体曾多次尝试采访绍尔都未能成功，最终只得放弃，把他比喻作“剧院魅影”，但也对他坚持原则的态度表示敬意。这种低调的态度也获得了基督教民主联盟内众多人士的好感。
绍尔没有参加过默克尔的三次就职宣誓仪式，但有报道称他在实验室的电视上观看了默克尔的就职宣誓仪式。2013年9月，绍尔也曾悄悄到议会选举庆祝活动的现场观看默克尔的演说。与默克尔关系密切的一位德国官员曾透露，绍尔对政治斗争毫无兴趣，对默克尔政治观点的态度就像普通的德国公民一样。默克尔也曾表示绍尔“完全不理解”自己日常的工作。熟识绍尔的人称他是默克尔在政治之外能够畅谈的知己，默克尔认为两人的日常交流“非常重要”，称绍尔总是能给出好的建议。